# Gare de Briare
La gare de Briare est une gare ferroviaire française de la ligne de Moret - Veneux-les-Sablons à Lyon-Perrache. Elle est située, rue de Verdun, sur le territoire de la commune de Briare, dans le département du Loiret, en région Centre-Val de Loire.
Elle est ouverte en 1861 par la Compagnie des chemins de fer de Paris à Lyon et à la Méditerranée (PLM). C'est une gare de la Société nationale des chemins de fer français (SNCF), desservie par des trains TER qui effectuent des missions entre Paris-Bercy et Nevers.

## Situation ferroviaire
Établie à 144 mètres d'altitude, la gare de Briare est située au point kilométrique (PK) 164,029 de la ligne de Moret - Veneux-les-Sablons à Lyon-Perrache. Entre les gares ouvertes de Gien et de Cosne-sur-Loire, s'intercalent les gares fermées de Châtillon-sur-Loire, de Bonny et de Neuvy-sur-Loire,.

## Histoire

### Gare PLM (1861-1937)
La gare de Briare est mise en service le 21 septembre 1861 par la Compagnie des chemins de fer de Paris à Lyon et à la Méditerranée (PLM) lorsqu'elle ouvre à l'exploitation le tronçon de Montargis à Nevers, au titre de la première section de sa ligne de Paris à Lyon par le Bourdonnais. La deuxième voie est posée en 1862.

Gare de Briare, par Auguste Hippolyte Collard
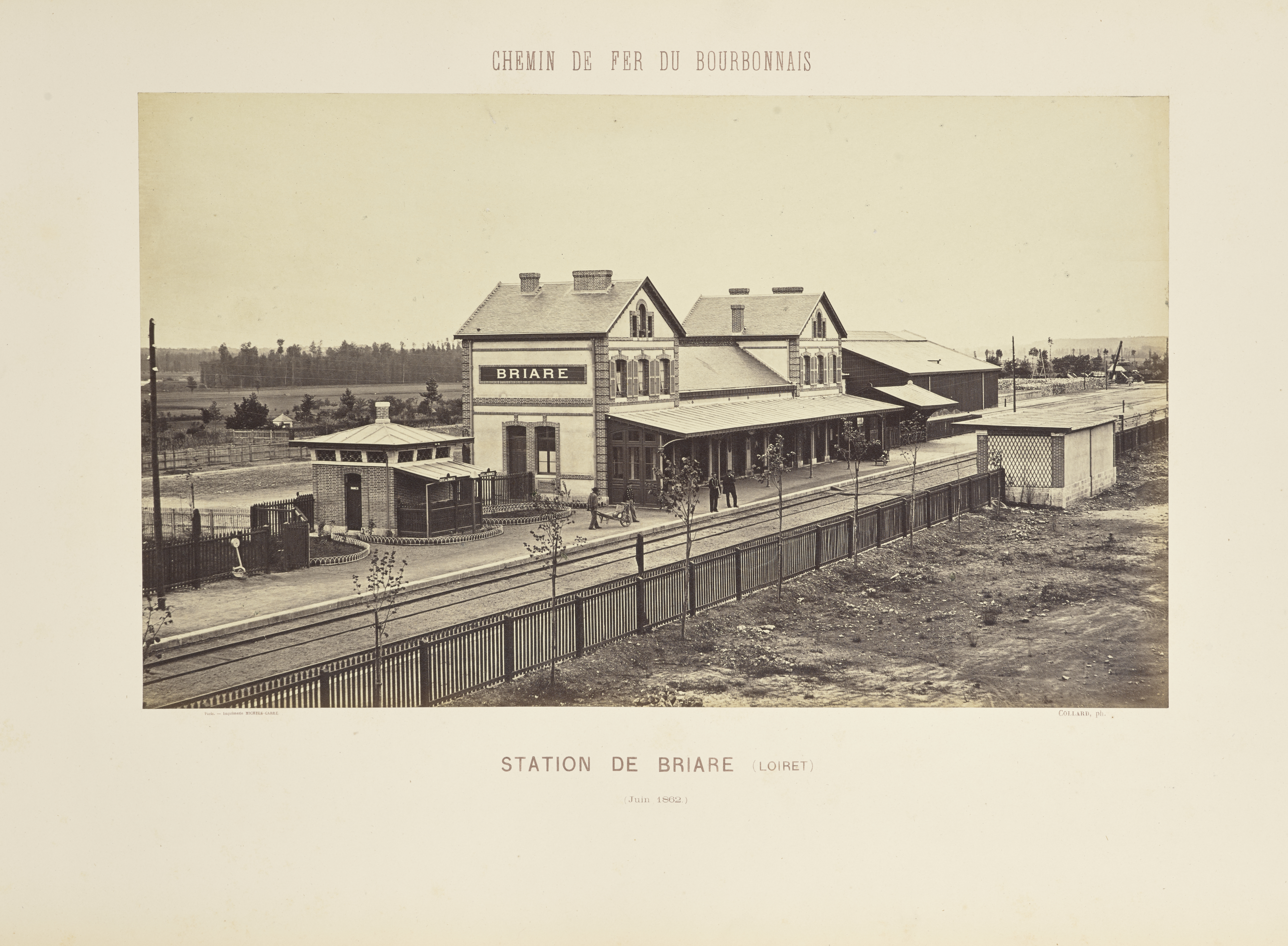
En juin 1862.
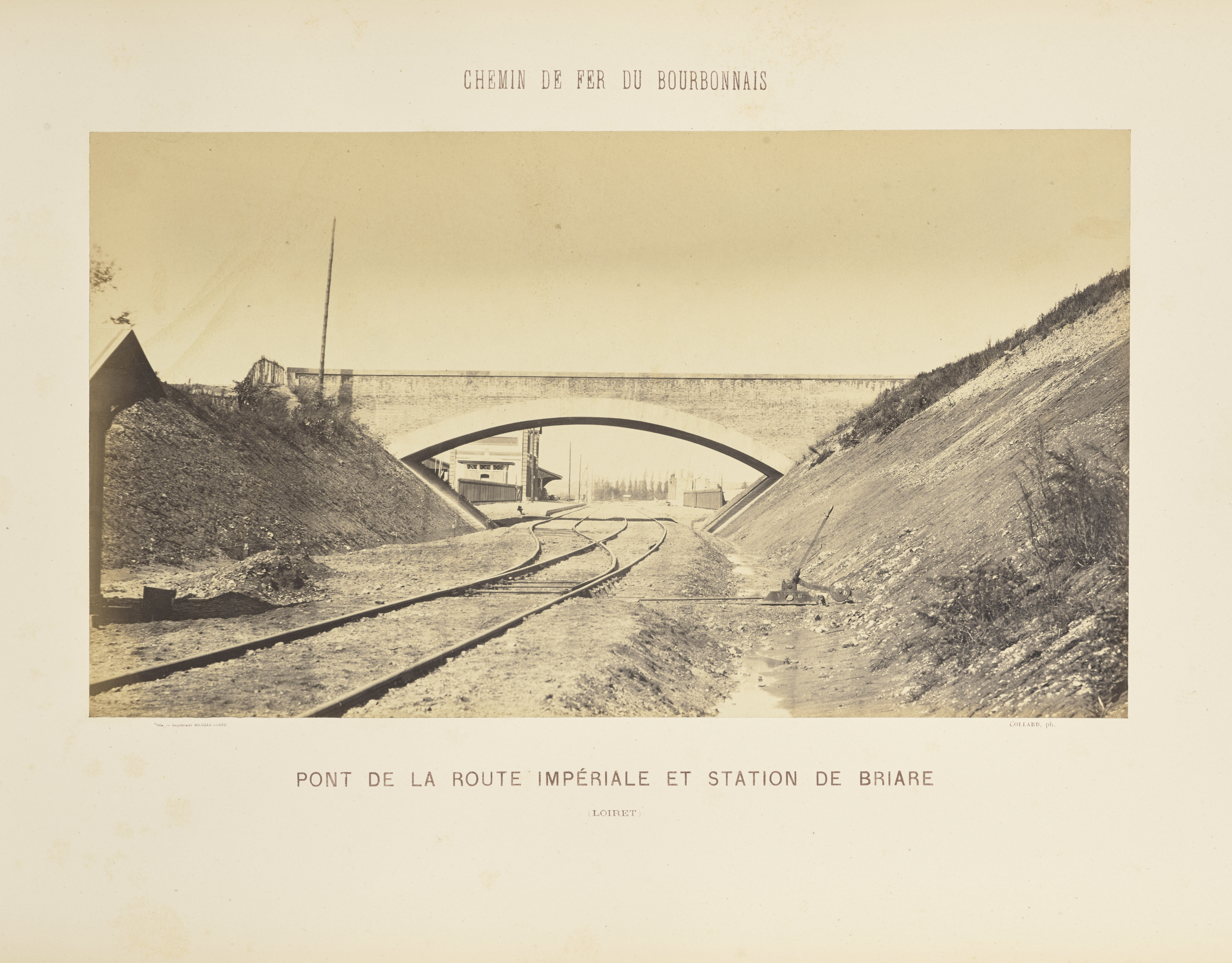
En 1860-1863

En 1911, elle figure dans la « Nomenclature des gares stations et haltes du PLM » comme gare de passage de la ligne de Moret-les-Sablons à Nîmes, située entre la gare de Gien et la gare de Châtillon-sur-Loire. Elle est ouverte au service complet de la grande vitesse et à celui de la petite vitesse.

La gare au début des années 1900
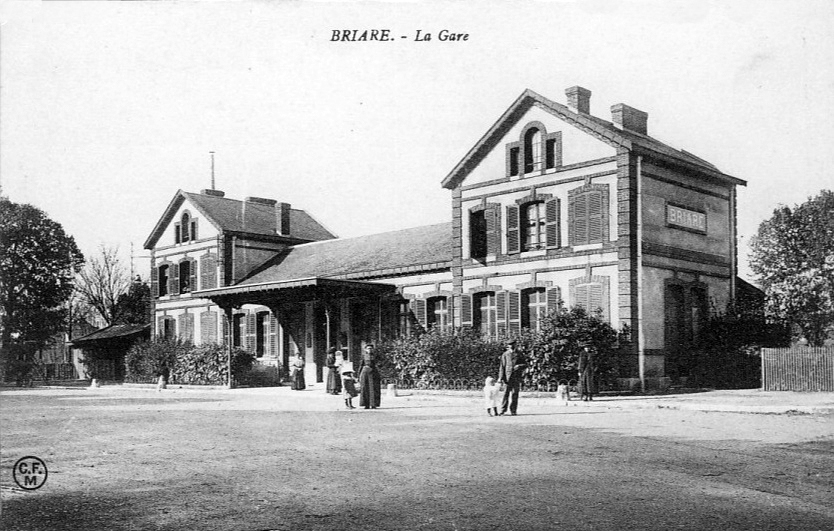
Le bâtiment voyageurs.
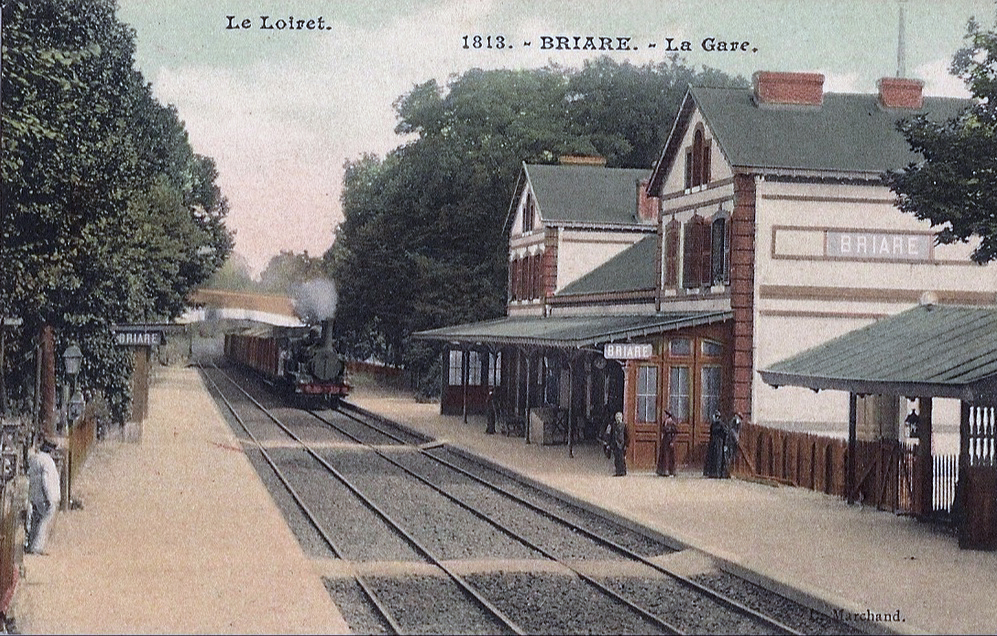
Gare et train de marchandises.
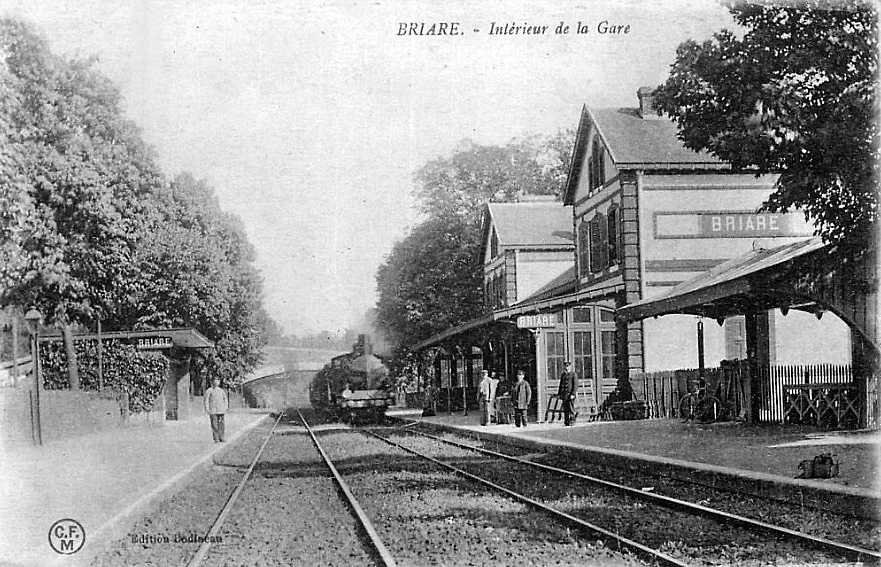
Gare et train de voyageurs.

### Gare SNCF (depuis 1938)
Au début des années 1980, lors de la préparation à l'électrification de la ligne, les communications entre les voies principales sont supprimées et il est décidé de ne pas électrifier le faisceau des voies de service, mais de le desservir avec un locotracteur Diesel. En 1985, la gare délivre annuellement 9 080 billets et 339 abonnements et son trafic de marchandises représente un total de 1 414 tonnes à la réception et de 4 424 tonnes à l'expédition.
Le 4 septembre 2020, débute le chantier de construction d'un passage souterrain pour l'accès en sécurité aux quais, complété par un rehaussement des quais de quelques centimètres. Le coût de 4,5 M€ est totalement pris en charge par SNCF Réseau. Le souterrain est finalement mis en service le 21 juin 2021,.

## Fréquentation
De 2015 à 2021, selon les estimations de la SNCF, la fréquentation annuelle de la gare s'élève aux nombres indiqués dans le tableau ci-dessous.
| Année     | 2015   | 2016   | 2017   | 2018   | 2019   | 2020   | 2021   |
| --------- | ------ | ------ | ------ | ------ | ------ | ------ | ------ |
| Voyageurs | 50 561 | 45 392 | 48 170 | 43 985 | 47 148 | 30 194 | 43 963 |

## Service des voyageurs

### Accueil
Gare SNCF, elle dispose d'un bâtiment voyageurs, avec guichet, ouvert du lundi au vendredi et fermé les samedis, dimanches et jours fériés. Elle est équipée d'automates pour l'achat des titres de transport. Les accès sont aménagés pour les personnes à la mobilité réduite.

### Desserte
Briare est desservie par des trains TER assurant la relation Paris-Bercy – Nevers.

### Intermodalité
Un parc pour les vélos et un parking y sont aménagés.

## Patrimoine ferroviaire
Le bâtiment voyageurs d'origine est toujours utilisé par le service ferroviaire. Comprenant trois corps, il est caractéristique des plans que le Syndicat du Bourbonnais avait établis en s'inspirant d'un style largement adopté par la Compagnie des chemins de fer du Nord.